# LG G2
LG G2（エルジー ジーツー）とは、韓国・LGエレクトロニクスによって開発された、第3世代移動通信システムと第4世代移動通信システム対応の端末である。LG G2は2012年に発売されたOptimus G及び2013年に発売されたOptimus G Proの後続モデルである。2013年8月7日にニューヨークのジャズ・アット・リンカーン・センターで開催されたプレスイベントで発表された。このモデルはローカライズ版も含めて、世界の130以上に上る電気通信事業者から提供する事を示した。

G2は、2013年9月12日に米国の移動体通信事業者ベライゾンで最初に発売され、9月13日にAT&T、9月25日にT-Mobile、11月8日にスプリントで発売された。2013年9月27日には、カナダのベル・モビリティ、ロジャーズ・コミュニケーションズ、テラス、ビデオトロン・モバイル、ウインド・モバイルで発売された。

## 仕様

### ハードウェア

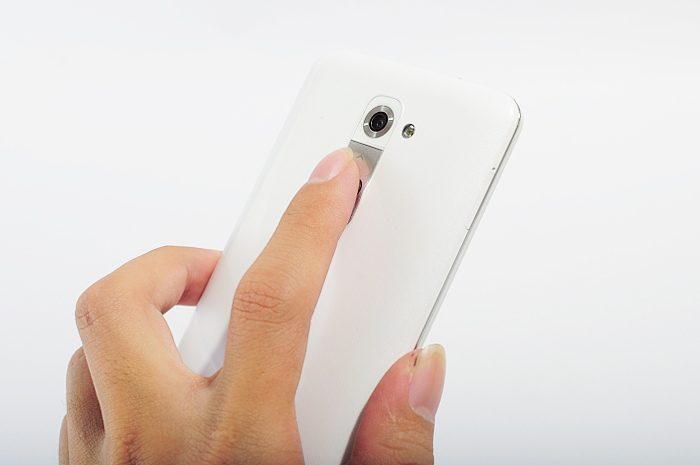
G2の電源キーとボリュームキーは背面にある。

G2の外装にはガラスとポリカーボネートと呼ばれるプラスチック素材と、背面カバーには炭素繊維強化プラスチックが使われている。電源キーとボリュームキーは、背面のカメラの下にあるため、殆どが側面にキー配置されるモデルとは異なった特殊な作りとなっている。多くのスマートフォンはサイズが大きくて指が届かない者もいるため、使用中でもキー操作ができるように背面に設置された。電源操作にはノックオンと呼ばれる機能がある。これは電源キーを押さずとも画面をダブルタップすることでスリープから復帰させるものである。

G2は、Snapdragon 800 2.26GHzの4コアチップセットと、2GBのメモリ、LTEモジュールが搭載されている。ディスプレイは1920×1080の5.2インチIPS液晶を搭載。ディスプレイのベゼルを狭くするために、タッチパネルの配線は上下に配置されている。また省電力化にためにパネル・セルフリフレッシュ機能がある。これは、ディスプレイ表示内容に動きが無い時に、チップセットから映像信号の送信を止める事によって使用電力を下げるものである。G2はこの機能によって、他のメーカーのスマートフォンと比較して26パーセント少ない電力で動作する事を示した。

スピーカーはソフトウェアによって最適化され、192kHzと24bitの出力性能を有する。

ストレージは16GBと32GBモデルがあり、バッテリーは3000mAhを搭載する。ベライゾン・ワイヤレスから販売されるモデルには、ワイヤレス充電Qiに対応する。また韓国のモデルはバッテリーの交換ができるよう、背面カバーの取り外しができるようになっているが、バッテリー容量が2610mAhに減らされている。

### 各モデルの通信バンド
| 製品番号 | キャリアと地域                 | 2G/3G                                                        | LTE                            | 脚注          |
| -------- | ------------------------------ | ------------------------------------------------------------ | ------------------------------ | ------------- |
| D802     | グローバルモデル               | GSM 850/900/1800/1900, UMTS 850/900/1900/2100                | 800/900/1800/2100/2600         | [ 7 ]         |
| D803     | カナダ                         | GSM 850/900/1800/1900, UMTS 850/1900/2100                    | 700/AWS/2600                   | [ 8 ]         |
| D805     | ラテンアメリカ                 | GSM 850/900/1800/1900, UMTS 850/900/1900/2100                | 700/1700/2600                  | [ 9 ]         |
| D800     | AT&T                           | GSM 850/900/1800/1900, UMTS 850/1900/2100                    | 1900(2)/1700(4)/850(5)/700(17) | [ 10 ]        |
| LS980    | スプリント（米国）             | GSM 850/900/1800/1900, CDMA 800/850/1900                     | 800 (26) /1900 (25) /2500 (41) | [ 11 ] [ 12 ] |
| D801     | T-Mobile                       | GSM 850/900/1800/1900, UMTS 850/1700/1900/2100               | 1900(2)/1700(4)/700(17)        | [ 10 ]        |
| VS980    | ベライゾン・ワイヤレス（米国） | GSM 850/900/1800/1900, CDMA 850/1900, UMTS 850/900/1900/2100 | 1700(4)/700(13)                | [ 13 ]        |
| L-01F    | NTTドコモ（日本）              | GSM 850/900/1800/1900, UMTS 800(6/19)/2100                   | 2100(1)/800(19)/1500(21)       | [ 14 ] [ 15 ] |

## イベント事件
LGはG2発売日に知名度を広めるために、韓国のソウルにある漢江公園で、「LGのスマホが空から降ってくる朝: 하늘에서 G2가 내린다면」というイベントを開催した。このイベントでは、ヘリウムガスが入った風船にLG G2の引換券を結びつけて空に飛ばされる。この風船から落ちた引換券を拾った参加者には、LG G2を無料でプレゼントする企画である。引換券は100枚用意され、このイベントには400人ほどの参加者が集まった。しかし風船が空に放たれると、落下してくる引換券を掴もうと群衆に突撃したり、モデルガンでBB弾を打ち込んで風船を撃ち落とす者もいた。そのため会場は一気に修羅場と化し、20人余りの負傷者が発生した。LGはこの事件ついて謝罪し、負傷者には治療費を支払う事を明かした。韓国内の別の地域でも同様のイベントを開催する予定だったが、この事件を受けて中止となった。

## ローカライズモデル・派生モデル

### 日本向け
- NTTドコモ（Xi） - ドコモ スマートフォン。
  - L-01F - G2
- KDDI・沖縄セルラー電話（au 4G LTE）
  - LGL22 - isaiとして一部仕様を変更して発売。

LG G2がベースとなった機種
- イー・アクセス（EMOBILE 4G-S）
  - EM01L - Nexus 5

### グローバルモデル
LG G2がベースとなった機種
- Nexus 5 - Nexusシリーズ
- LG G2 mini - 本機種の小型版